# Бачко-Добро-Поле
Бачко-Добро-Поле (серб. Бачко Добро Поље) — село в Сербії, належить до общини Вербас Південно-Бацького округу в багатоетнічному, автономному краю Воєводина.

## Населення
Населення села становить 3970 осіб (2002, перепис), з них:
- серби — 2246 — 757,16%;
- чорногорці — 1500 — 38,17%;
- мадяри — 37 — 0,94%;

Решту жителів  — з десяток різних етносів, зокрема: роми, хорвати, словаки і зо два десятка русинів-українців.